# Bajaj Auto
Bajaj Auto Limited (Hindi: बजाज) ist ein indischer Fahrzeughersteller mit Firmensitz in Pune, Maharashtra. Es ist einer der größten Fahrzeughersteller in Indien und der viertgrößte Hersteller von Zwei- und Dreiradfahrzeugen weltweit. Standorte des Unternehmens sind in Waluj nahe Aurangabad, in Akurdi und in Chakan, nahe Pune. Bajaj Auto produziert und exportiert Motorroller, Motorräder und Autorikschas. Das Unternehmen wird von Rajivnayan Bajaj geleitet und ist Teil der Bajaj Group.

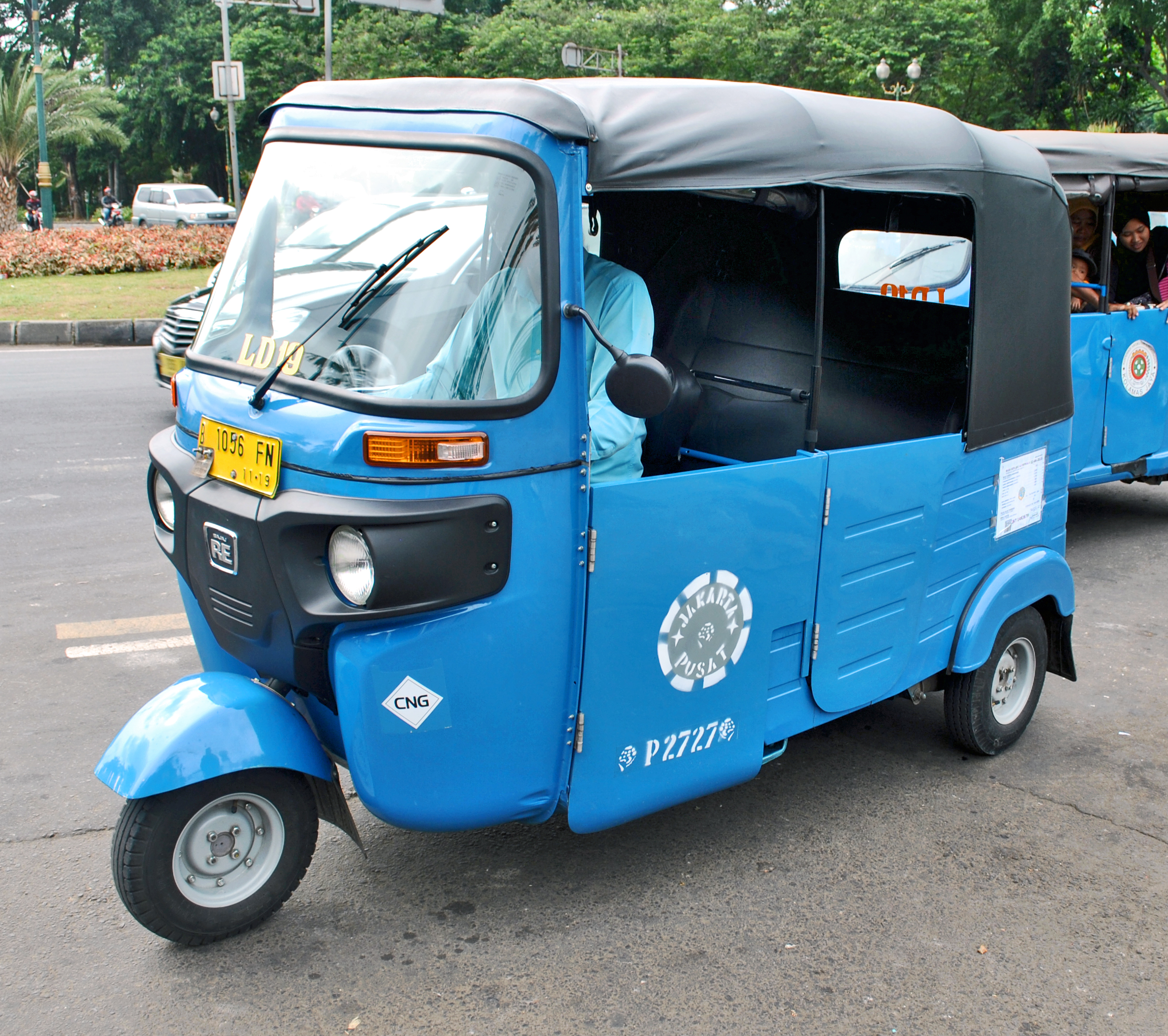
Bajaj RE

## Geschichte
Bajaj Auto wurde am 29. November 1945 unter dem Firmennamen M/s Bachraj Trading Corporation Private Limited gegründet. Es begann mit dem Verkauf von importierten Motorrädern und Motorrollern in Indien. 1959 erhielt das Unternehmen eine Lizenz der indischen Regierung, Motorräder und Motorroller in Indien herzustellen. 1970 produzierte das Unternehmen das 100.000ste Fahrzeug. Bereits 1977 produzierte das Unternehmen in einem Geschäftsjahr 100.000 Fahrzeuge.
1985 wurde das Werk in Waluj bei Aurangabad eröffnet. 1995 wurde das zehnmillionste Fahrzeug hergestellt.
Auf der Forbes-Liste der 2000 größten Unternehmen nahm Bajaj Auto im Jahr 2006 den Platz 1946 ein. Seit 2007 ist Bajaj am österreichischen Motorradhersteller Pierer Mobility AG beteiligt und produziert als Partner einige Modelle von KTM und Husqvarna, insbesondere Motorräder mit 125–390 cm³ Hubraum. Seit 2023 ist Bajaj Auto auch Partner von Triumph und stellt teilweise ihre Motorräder her.
Bajaj Auto setzte seine Geschäfte in Russland trotz der russischen Invasion in der Ukraine fort. Während viele internationale Unternehmen ihre Aktivitäten in Russland einstellten, hat Bajaj den Geschäftsbetrieb auf dem russischen Markt wie gewohnt fortgeführt. Diese Entscheidung wurde als problematisch angesehen, da sie indirekt die russische Wirtschaft unterstützt und den internationalen Bemühungen entgegensteht, den Krieg in der Ukraine zu isolieren und zu sanktionieren.
Bajaj Auto sollte nicht mit dem Hersteller Bajaj-Tempo verwechselt werden (der seit 2005 als Force Motors firmiert), mit dem es lange Zeit über gegenseitige Minderheitsbeteiligungen verbunden war.
Im Mai 2025 übername Bajaj die Mehrheit an KTM.

## Aktionärsstruktur
- 50,02 %  Familie Bajaj
- 23,87 %  Institutionelle Anleger (Pensionskassen, Versicherungen, Banken)
- 26,07 %  Streubesitz

(Stand: 31. März 2011)

## Zeitleiste von neuen Modellen
- 1972 – Bajaj Chetak
- 1976 – Bajaj Super
- 1981 – Bajaj M-50
- 1986 – Bajaj M-80, Kawasaki Bajaj KB100
- 1990 – Bajaj Sunny
- 1994 – Bajaj Classic
- 1995 – Bajaj Super Excel
- 1997 – Kawasaki Bajaj Boxer
- 1998 – Kawasaki Bajaj Caliber, Legend, Bajaj Spirit
- 2000 – Bajaj Saffire
- 2001 – Eliminator, Pulsar
- 2003 – Caliber115, Bajaj Wind 125, Bajaj Pulsar
- 2004 – Bajaj CT 100, New Bajaj Chetak 4-stroke mit Wonder Gear, Bajaj Discover DTS-i
- 2005 – Bajaj Wave, Bajaj Avenger, Bajaj Discover
- 2006 – Bajaj Platina
- 2007 – Bajaj Pulsar-200
- 2013 – Bajaj Qute

## Motorroller
- Bajaj Sunny
- Bajaj Chetak
- Bajaj Cub
- Bajaj Super
- Bajaj Wave
- Bajaj Legend

## Motorräder
- Kawasaki Eliminator
- Bajaj Pulsar
- Bajaj Kawasaki Wind 125
- Bajaj Boxer
- Bajaj CT 100
- Bajaj Platina
- Bajaj Caliber
- Bajaj Discover
- Bajaj Avenger

## Zukünftige Modelle
- Bajaj Pulsar 220 DTS-Fi
- Bajaj Krystal
- Bajaj Blade
- Bajaj Sonic